# The Galaxy Railways
The Galaxy Railways (銀河鉄道物語?, Ginga tetsudō monogatari) è un anime televisivo fantascientifico della durata di 26 episodi, spin off della serie Galaxy Express 999, ideato da Leiji Matsumoto e Hideo Aihara, e realizzato dallo studio Planet nel 2003.
Nel 2006 ne è stata realizzata una seconda serie televisiva, sempre di 26 puntate, intitolata Ginga tetsudō monogatari: Eien e no bunkiten (銀河鉄道物語 永遠への分岐点?). Sempre nel 2006 è stata prodotta anche una serie OAV di 4 episodi, Ginga tetsudō monogatari: Wasurerareta toki no wakusei (銀河鉄道物語 忘れられた時の惑星?), cronologicamente collocata tra le due serie televisive.
La prima serie televisiva è stata acquisita per l'Italia da Yamato Video.

## Trama

### The Galaxy Railways
Nel futuro, l'umanità si avventurerà nelle profondità dello spazio utilizzando dei treni tecnologicamente avanzati. La flotta della Galaxy Railways trasporta innumerevoli cittadini galattici da un pianeta all'altro, protetti dalla Space Defence Force dalle minacce del terrorismo, degli sciami di meteore e dalle razze aliene ostili.
All'inizio della storia, il protagonista Manabu Yuki ha sempre sognato di unirsi alla SDF, seguendo il percorso del padre e del fratello, morto servendo la SDF. Sfortunatamente, la madre è stanca di perdere membri della famiglia nello spazio, e cerca di impedirgli di avverare il suo desiderio. Nonostante questo, Manabu vuole partecipare, e si imbarca verso la Destiny Station, da cui inizierà l'avventura.

### Ginga tetsudō monogatari: Eien e no bunkiten
Essendosi unito alla SDF, Manabu deve lavorare insieme a nuovi e vecchi membri della SDF a bordo del Big One. Mentre il gruppo viaggia nelle regioni più remote dello spazio, essi devono combattere terroristi e invasori alieni che minacciano i passeggeri di alcuni treni. Attraverso questi eventi Manabu imparerà a rispettare i propri compagni e a sviluppare amicizie durature.

## Episodi

### The Galaxy Railways
| Nº | Titolo italiano Giapponese 「Kanji」 - Rōmaji                                  | In onda          | In onda |
| Nº | Titolo italiano Giapponese 「Kanji」 - Rōmaji                                  | Giapponese       |         |
| 1  | Partenza 「旅立ち」 - Tabidachi                                                | 4 ottobre 2003   |         |
| 2  | Il nodo temporale 「時の結び目」 - Toki no musubime                            | 11 ottobre 2003  |         |
| 3  | La ruota del destino 「運命の動輪」 - Unmei no dourin                          | 18 ottobre 2003  |         |
| 4  | Nel nome dell'eternità 「永遠という名の･･･」 - Eien toiu na no...              | 25 ottobre 2003  |         |
| 5  | Il Big One catturato 「ビッグワン強奪」 - Biggu Wan goudatsu                   | 1º novembre 2003 |         |
| 6  | Lamenti nell'oscurità 「闇の慟哭(前編)」 - Yami no doukoku                     | 8 novembre 2003  |         |
| 7  | Lamenti nell'oscurità (parte II) 「闇の慟哭(後編)」 - Yami no doukoku (kouhen) | 15 novembre 2003 |         |
| 8  | Riverbero 「残照」 - Zanshou                                                   | 22 novembre 2003 |         |
| 9  | Le stanze dei ricordi 「記憶の回廊」 - Kioku no kairou                         | 29 novembre 2003 |         |
| 10 | Il nodo ferroviario 「分岐点」 - Bunkiten                                      | 6 dicembre 2003  |         |
| 11 | Nostalgia 「慕情」 - Bojou                                                     | 13 dicembre 2003 |         |
| 12 | Tramonto 「黄昏」 - Tasogare                                                   | 20 dicembre 2003 |         |
| 13 | Il treno del destino 「運命列車」 - Unmei ressha                               | 1º gennaio 2004  |         |
| 14 | Legami 「絆」 - Kizuna                                                         | 17 gennaio 2004  |         |
| 15 | Compagni in armi 「共同戦線」 - Kyoudou sensen                                 | 24 gennaio 2004  |         |
| 16 | Sexaroid 「セクサロイド」 - Sekusaroido                                        | 31 gennaio 2004  |         |
| 17 | La Dea in armatura 「鎧の女神」 - Yoroi no megami                              | 7 febbraio 2004  |         |
| 18 | Vita o morte 「死神」 - Shikatsu                                               | 14 febbraio 2004 |         |
| 19 | Un momento di tranquillità 「静謐の刻」 - Seihitsu no koku                     | 21 febbraio 2004 |         |
| 20 | Scelte 「選択」 - Sentaku                                                      | 28 febbraio 2004 |         |
| 21 | Ribellione 「背反」 - Haihan                                                   | 6 marzo 2004     |         |
| 22 | Folate di vento 「無常の」 - Mujou no kaze                                     | 13 marzo 2004    |         |
| 23 | Duro verdetto 「非情なる裁定」 - Hijou naru saitei                             | 20 marzo 2004    |         |
| 24 | La galassia in fiamme 「燃える銀河」 - Moeru ginga                             | 27 marzo 2004    |         |
| 25 | Echi di vita 「命の谺」 - Inochi no kodama                                     | 3 aprile 2004    |         |
| 26 | La speranza più grande 「遙かなる想い」 - Haruka naru omoi                     | 10 aprile 2004   |         |

### Ginga tetsudō monogatari: Eien e no bunkiten
| Nº | Giapponese 「Kanji」 - Rōmaji                                               | In onda          | In onda |
| Nº | Giapponese 「Kanji」 - Rōmaji                                               | Giapponese       |         |
| 1  | 「新たなる旅立ち」 - Arata naru tabidachi                                   | 4 ottobre 2006   |         |
| 2  | 「冷静と暴走の狭間」 - Reisei to bousou no hazama                           | 11 ottobre 2006  |         |
| 3  | 「宇宙に咲く花」 - Uchuu ni saku hana                                       | 18 ottobre 2006  |         |
| 4  | 「スターダストブルース」 - Sutaadasuto Buruusu                              | 25 ottobre 2006  |         |
| 5  | 「奈落の淵にて」 - Naraku no fuchi nite                                     | 1º novembre 2006 |         |
| 6  | 「卒業」 - Sotsugyou                                                        | 8 novembre 2006  |         |
| 7  | 「青い薔薇」 - Aoi bara                                                     | 15 novembre 2006 |         |
| 8  | 「二人だけの任務」 - Ni nin dake no ninmu                                   | 22 novembre 2006 |         |
| 9  | 「明日へ続く道」 - Ashita he tsuduku michi                                  | 29 novembre 2006 |         |
| 10 | 「葬られた未来」 - Houmura re ta mirai                                      | 6 dicembre 2006  |         |
| 11 | 「誰がための誇り」 - Dare ga tame no hokori                                 | 13 dicembre 2006 |         |
| 12 | 「魂の翼」 - Tamashii no tsubasa                                            | 20 dicembre 2006 |         |
| 13 | 「SDF、絶対絶命(前編)」 - SDF zettai zetsumei (zenpen)                      | 10 gennaio 2007  |         |
| 14 | 「SDF、絶対絶命(後編)」 - SDF, zettai zetsumei (kouhen)                     | 17 gennaio 2007  |         |
| 15 | 「つかの間の幸福」 - Tsukanoma no koufuku                                   | 24 gennaio 2007  |         |
| 16 | 「招かれざる漂流者」 - Maneka re zaru hyouryuu sha                          | 31 gennaio 2007  |         |
| 17 | 「未知への出発」 - Michi he no shuppatsu                                    | 7 febbraio 2007  |         |
| 18 | 「槍を継ぐ者」 - Yari o tsugu mono                                          | 14 febbraio 2007 |         |
| 19 | 「霧が呼ぶ」 - Kiri ga yobu                                                 | 21 febbraio 2007 |         |
| 20 | 「旅路の果て」 - Tabiji no hate                                             | 28 febbraio 2007 |         |
| 21 | 「再会」 - Saikai                                                           | 7 marzo 2007     |         |
| 22 | 「運命という名の迷宮」 - Unmei toiu na no meikyuu                           | 14 marzo 2007    |         |
| 23 | 「嵐、その向こうに」 - Arashi, sono mukou ni                                | 21 marzo 2007    |         |
| 24 | 「遥かなる誓い」 - Haruka naru chikai                                       | 28 marzo 2007    |         |
| 25 | 「我が心のシリウス小隊（前編）」 - Waga kokoro no shiriusu shoutai (zenpen) | -                |         |
| 26 | 「我が心のシリウス小隊（後編）」 - Waga kokoro no shiriusu shoutai (kouhen) | -                |         |

### Ginga tetsudō monogatari: Wasurerareta toki no wakusei
| Nº | Giapponese 「Kanji」 - Rōmaji | In onda          | In onda |
| Nº | Giapponese 「Kanji」 - Rōmaji | Giapponese       |         |
| 1  |                               | 30 dicembre 2006 |         |
| 2  |                               | -                |         |
| 3  |                               | -                |         |
| 4  |                               | 5 gennaio 2007   |         |

## Sigle
The Galaxy Railways
- Sigla di apertura: Ginga Tetsudo wa Harukanari cantata da Isao Sasaki
- Sigla di chiusura: Ginga no Hikari cantata da Isao Sasaki

Ginga tetsudō monogatari: Eien e no bunkiten
- Sigla di apertura: Carry the Light cantata da JAJA
- Sigla di chiusura: All of Us cantata da Maki Gotō